# Bücker Bü 133
El Bücker Bü 133 Jungmeister (Jove mestre) va ser un avió d'entrenament avançat de la Luftwaffe en els anys 30. Era un biplà mono-motor, d'una sola plaça construït en fusta i acer tubular i cobert amb teixit.

## Desenvolupament
El Bü 133 era un desenvolupament del Bücker Bü 131 Jungmann un entrenador bàsic biplaça. El seu primer vol va ser l'any 1935 (pilotat per Luise Hoffmann, una de les primeres dones pilot a Alemanya), era lleugerament més petit que el Bü 131. El prototipus, D-EVEO, portava un motor refrigerat per aire de 140 hp el Hirth HM506.
L'aeronau va mostrar una "sorprenent agilitat" a la seva primera aparició pública, el 1936 al Campionat Internacional d'Acrobàcies a Rangsdorf, però el Bü 133A no va obtindre cap comanda; només van ser construïts dos Bü 133B, amb motor de 160 hp.
Cinquanta-dos unitats van ser fabricades sota llicència per Dornier per la Força Aèria suïssa (que el va mantenir en servei fins al 1968),. Un número similar va ser construït per la Força Aèria espanyola per CASA, sent designat com CASA 1-133.

## Història operacional

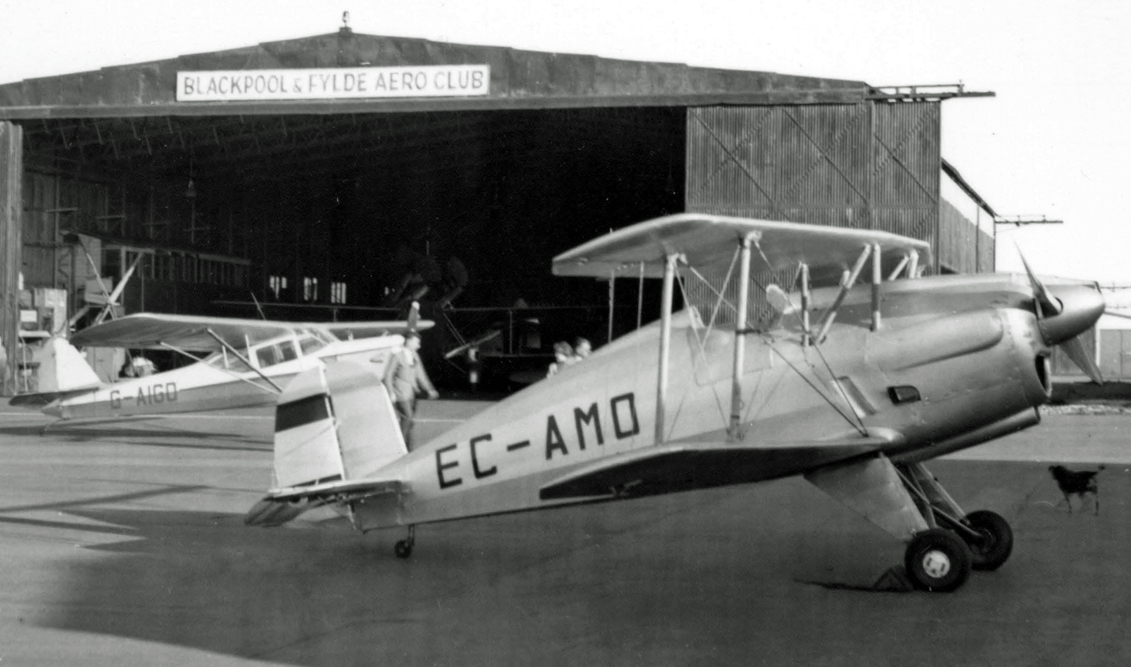
CASA-1-133C Jungmeister al aeroport de Blackpool el 1957

El Bü 133C va augmentar el nombre de victòries en competicions acrobàtiques internacionals, i cap el 1938 era el entrenador avançat estàndard de la Luftwaffe. A la trobada Internacional d'aquell any a Brussel·les un equip de tres homes de la Luftwaffe va impressionar molt positivament al Reichsmarschall Hermann Göring, qui va ordenar que es formés un equip de nou homes que van enlluernar les multituds a la trobada Internacional de Vol del any següent.
El disseny del Jungmeister va continuar resultant competitiu en trobades internacionals fins als anys 60.

## Especificacions (Bücker Bü 133C)
Característiques generals
- Tripulació: 1 pilot
- Longitud: 6 m
- Envergadura: 6,60 m
- Alçada: 2,20 m
- Superfície de l'ala 12.0 m²
- Pes buit: 425 kg.
- Pes màxim d'enlairament: 585 kg
- Motors: 1×  Siemens-Halske Sh 14A4 , 160 hp

 Rendiment 
- Velocitat màxima: 220 km/h
- Velocitat de creuer: 200 km/h
- Abast: 500 km
- Sostre de servei: 4.500 m